# マヌエル・ランシニ
- マヌエル・ランシーニ

マヌエル・ランシニ（Manuel Lanzini, 1993年2月15日 - ）は、アルゼンチン・ブエノスアイレス州イトゥサインゴ出身のサッカー選手。元アルゼンチン代表。CAリーベル・プレート所属。ポジションはミッドフィールダー。

## 経歴

### クラブ
CAリーベル・プレートのユースチームでキャリアをスタートさせ、2010年8月8日、CAティグレ戦でプロデビューを果たした。2011年、ブラジルのフルミネンセFCにレンタル移籍した。
2014年8月6日、アラビアン・ガルフ・リーグのアル・ジャジーラ・クラブと4年契約を結んだ。年俸は3年で1200万ユーロ。
2015年よりプレミアリーグのウエストハムに加入した。8月15日のレスター戦でプレミアリーグデビュー、8月29日のリヴァプール戦でプレミア初ゴールを決めた。2015-16シーズンは26試合で6ゴールの活躍を見せた。2016-17シーズンはディミトリ・ペイェの移籍後、チームの中心として活躍し35試合8ゴールを記録。
2018-19シーズンは開幕前に負った前十字靭帯の怪我の影響で、復帰が翌年2月にまでずれ込んだ。2019-20シーズンは8月にウェストハムと2023年まで契約を延長した。開幕節のマンチェスター・シティFC戦に先発出場したが、0-5で大敗した。
2020年10月18日のトッテナム・ホットスパーFC戦では、3点を先取され後半35分から2点を返した試合終了間際の94分、エリア外から起死回生の同点スーパーゴールを叩き込んだ。のちにこの得点は10月度のプレミアリーグ月間最優秀ゴールに選出された。また、このゴールによるトッテナムに対する勝点3のアドバンテージが偶然にもそのまま最終勝点の差となり、クラブは6位で来季のEL出場権を獲得した。2023年6月15日、ウェストハムを退団することが発表された。
2023年8月2日、古巣のリーベル・プレートに復帰した。

### 代表
2017年5月にブラジル、シンガポールとの親善試合に向けたアルゼンチン代表にも選出され、2017年6月9日のブラジルとの親善試合で81分から途中出場しフル代表のデビューを飾った。2018年3月23日のイタリアとの親善試合で代表初得点を挙げた。2018 FIFAワールドカップに出場するアルゼンチン代表に選出されたが、大会前に負傷しメンバーから外れ、ランシニの代わってエンソ・ペレスが召集された。

## 所属クラブ
- CAリーベル・プレート 2010-2014

→ フルミネンセFC 2011-2012 (loan)
- アル・ジャジーラ・クラブ 2014-2016

→ ウェストハム・ユナイテッドFC 2015-2016 (loan)
- ウェストハム・ユナイテッドFC 2016-2023
- CAリーベル・プレート 2023-

## 個人成績
| クラブ                              | シーズン | リーグ                     | リーグ | リーグ | リーグ   | カップ | カップ | カップ   | リーグカップ | リーグカップ | リーグカップ | その他 | その他 | その他   | 通算 | 通算   | 通算     |
| クラブ                              | シーズン | ディビジョン               | 試合   | ゴール | アシスト | 試合   | ゴール | アシスト | 試合         | ゴール       | アシスト     | 試合   | ゴール | アシスト | 試合 | ゴール | アシスト |
| ----------------------------------- | -------- | -------------------------- | ------ | ------ | -------- | ------ | ------ | -------- | ------------ | ------------ | ------------ | ------ | ------ | -------- | ---- | ------ | -------- |
| リーベルプレート                    | 2010–11  | プリメーラ・ディビジョン   | 22     | 2      | 2        | ー     | ー     | ー       | —            | —            | —            | —      | —      | —        | 22   | 2      | 2        |
| リーベルプレート                    | 2012–13  | プリメーラ・ディビジョン   | 26     | 8      | 2        | 6      | 1      | 2        | —            | —            | —            | —      | —      | —        | 32   | 9      | 4        |
| リーベルプレート                    | 2013–14  | プリメーラ・ディビジョン   | 35     | 4      | 7        | ー     | ー     | ー       | —            | —            | —            | —      | —      | —        | 35   | 4      | 7        |
| リーベルプレート                    | 通算     | 通算                       | 84     | 12     | 11       | 6      | 1      | 2        | ー           | ー           | ー           | ー     | ー     | ー       | 89   | 15     | 13       |
| フルミネンセ(loan)                  | 2011     | セリエA                    | 22     | 2      | 2        | ー     | ー     | ー       | ー           | ー           | ー           | ー     | ー     | ー       | 22   | 2      | 2        |
| フルミネンセ(loan)                  | 2011-12  | セリエA                    | 6      | 1      | 0        | ー     | ー     | ー       | ー           | ー           | ー           | 5      | 0      | 1        | 11   | 1      | 1        |
| フルミネンセ(loan)                  | 通算     | 通算                       | 28     | 3      | 2        | ー     | ー     | ー       | ー           | ー           | ー           | 5      | 0      | 1        | 33   | 3      | 3        |
| アル・ジャジーラ                    | 2014–15  | アラビアン・ガルフ・リーグ | 24     | 8      | 11       | ー     | ー     | ー       | —            | —            | —            | 1      | 0      | 0        | 29   | 8      | 11       |
| アル・ジャジーラ                    | 通算     | 通算                       | 24     | 8      | 11       | ー     | ー     | ー       | ー           | ー           | ー           | 1      | 0      | 0        | 29   | 8      | 11       |
| ウェストハム・ユナイテッドFC (loan) | 2015–16  | プレミアリーグ             | 26     | 6      | 2        | 3      | 0      | 1        | 1            | 0            | 1            | 1      | 1      | 0        | 31   | 7      | 4        |
| ウェストハム・ユナイテッドFC        | 2016–17  | プレミアリーグ             | 35     | 8      | 2        | 1      | 0      | 0        | 3            | 0            | 0            | 0      | 0      | 0        | 39   | 8      | 2        |
| ウェストハム・ユナイテッドFC        | 2017–18  | プレミアリーグ             | 21     | 3      | 6        | 1      | 0      | 0        | 1            | 0            | 2            | —      | —      | —        | 23   | 3      | 8        |
| ウェストハム・ユナイテッドFC        | 通算     | 通算                       | 82     | 17     | 10       | 5      | 0      | 1        | 5            | 0            | 3            | 1      | 1      | 0        | 93   | 18     | 14       |
| 合計                                | 合計     | 合計                       | 218    | 40     | 34       | 11     | 1      | 3        | 5            | 0            | 3            | 7      | 1      | 1        | 244  | 44     | 41       |

## タイトル

### クラブ
フルミネンセ
- カンピオナート・カリオカ：2012
- カンピオナート・ブラジレイロ・セリエA：2012

リーベルプレート
- プリメーラ・ディビシオン：2014フィナール

ウェストハム・ユナイテッド
- UEFAヨーロッパカンファレンスリーグ: 2022-23

### 個人
- ウェストハム・ユナイテッド プレイヤー・オブザ・イヤー：2016-17